# Hieracium caesitium
Hieracium caesitium là một loài thực vật có hoa trong họ Cúc. Loài này được (Norrl.) Brenner mô tả khoa học đầu tiên năm 1892.